# Huiskrekel
De huiskrekel (Acheta domesticus) is een rechtvleugelig insect uit de familie krekels (Gryllidae), onderfamilie Gryllinae.

## Kenmerken
De kleur is bruin met geelbruine vlekken, de onderzijde is lichter. Op de kop zijn twee donkere tot zwarte banden aanwezig. De cerci van zowel de mannetjes als de wijfjes zijn lang en steken schuin naar achteren. Mannetjes bereiken een lengte van 13 tot 20 millimeter, de vrouwtjes zijn 14 tot 20 mm lang. Mannetjes zijn van de vrouwtjes te onderscheiden doordat deze laatsten een lange, dunne legbuis hebben die aan het einde is verdikt.

### Onderscheid met andere soorten
De huiskrekel is alleen te verwarren met de sterk gelijkende dierentuinkrekel (Gryllodes sigillatus). Deze soort heeft slechts één gehoororgaan aan de scheen van de voorpoot waar de huiskrekel er twee heeft, ook de vleugels zijn anders van vorm.

## Verspreiding
De huiskrekel is een cultuurvolger die wereldwijd voorkomt. In Nederland en België is de krekel al lang bekend, maar was vroeger waarschijnlijk veel algemener. De huiskrekel kan alleen overleven in verwarmde gebouwen zoals huizen en stallen. Alleen in de zomer is de soort buiten te vinden bijvoorbeeld rond vuilnisbelten. 

## Leefwijze
De krekel is het hele jaar door te vinden en is voornamelijk 's avonds en 's nachts actief. Het geluid is een typisch getjsirp dat goed te horen is.

## Afbeeldingen

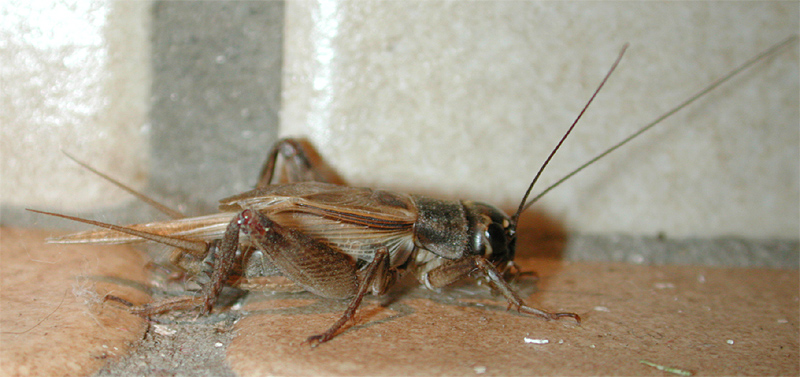
Mannetje
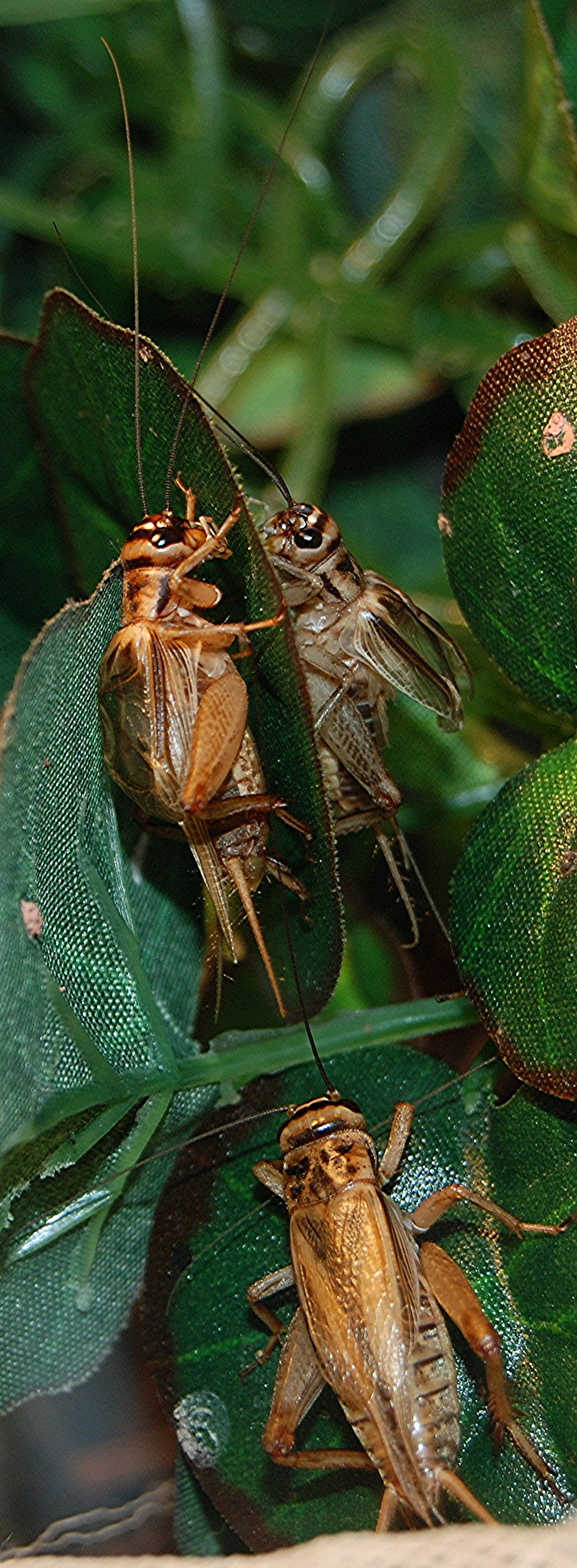
In het terrarium.
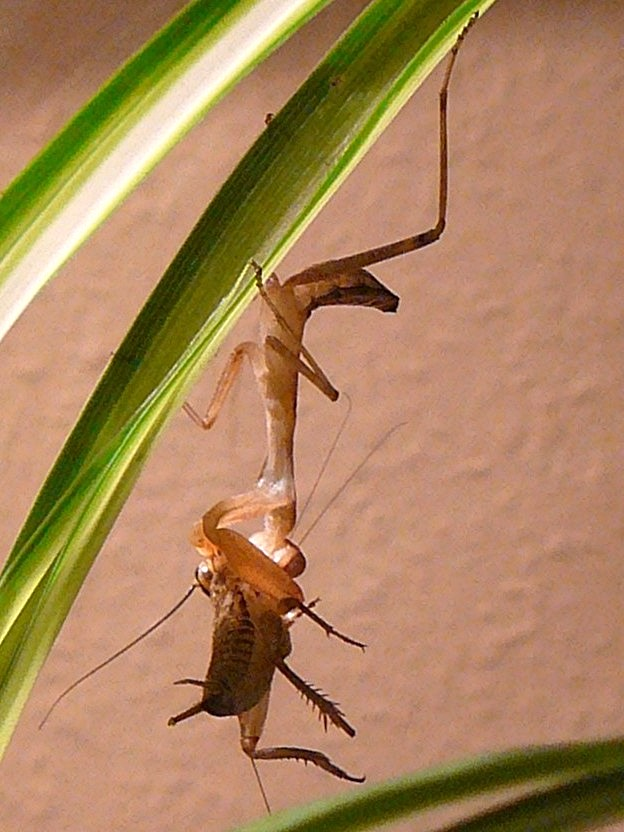
Een huiskrekel wordt gegrepen door een bidsprinkhaan.
- Lokroep mannetje